# Whole Again
Whole Again (englisch etwa für „wieder ganz“) ist ein Lied der britischen Pop-Girlgroup Atomic Kitten. Der Song ist die fünfte Singleauskopplung ihres Debütalbums Right Now und wurde am 29. Januar 2001 veröffentlicht. Die europaweit erfolgreiche Single ist mit über einer Million abgesetzter Einheiten allein im Vereinigten Königreich die erfolgreichste Veröffentlichung ihrer Karriere. Sie wurde 2002 für den BRIT Award in der Kategorie Best British Single und im selben Jahr für den Ivor Novello Award in der Kategorie International Hit of the Year nominiert. 2008 wurde der Song von den Mitautoren Stuart Kershaw und Andy McCluskey gecovert sowie 2017 vom US-Magazin Billboard auf Platz 96 deren Liste der 100 besten Girl-Group-Songs aller Zeiten gewählt.

## Inhalt
Whole Again ist ein Liebessong, bei dem Atomic Kitten den Text aus der Perspektive des lyrischen Ichs singt. Es handelt von den Erinnerungen einer Frau an ihren Ex-Partner, mit dem sie nicht mehr zusammen ist, wodurch sie Liebeskummer hat und sich unvollständig fühlt. So erinnert sie sich an ihr erstes gemeinsames Treffen, das sie niemals vergessen könne, auch wenn sie sich nun mit anderen Männern oder ihren Freundinnen ablenke. Die Frau hofft insgeheim weiterhin, dass der Mann seine Entscheidung nochmals überdenkt, erneut mit ihr zusammenkommt und sie so wieder zu einem ganzen Menschen mache.

“Looking back on when we first met

I cannot escape and I cannot forget

Baby you’re the one, you still turn me on

You can make me whole again”

## Produktion
Der Song wurde von den Musikproduzenten Stuart Kershaw und Andy McCluskey gemeinsam unter ihrem Produzentennamen Engine produziert. Beide fungierten neben den Songwritern Bill Padley und Jem Godfrey auch als Autoren.

## Musikvideos
Bei dem zu Whole Again gedrehten Musikvideo führte der US-amerikanische Regisseur Phil Griffin Regie. Es verzeichnet auf YouTube über 24 Millionen Aufrufe (Stand: Juli 2021). In der ursprünglichen Version ist noch die Sängerin Kerry Katona zu sehen, die die Band zu dieser Zeit aufgrund ihrer Schwangerschaft verließ. Daraufhin wurde das Video nochmals mit dem neuen Bandmitglied Jenny Frost gedreht. Es zeigt die drei Sängerinnen Natasha Hamilton, Liz McClarnon und Jenny Frost, teilweise in Nahaufnahme, die den Song vor einem weißen Hintergrund singen.
Nach dem Erfolg in Europa wurde auch ein Video mit größerem Budget zur Ausstrahlung in den Vereinigten Staaten gedreht, bei dem der US-Amerikaner Trey Fanjoy Regie führte. Es zeigt die drei Sängerinnen, die durch die Straßen von Downtown Los Angeles schlendern. Dabei schließen sich ihnen immer mehr Passanten an, die ihrem Weg folgen. Schließlich erreichen sie den Stadtrand, laufen durch die Landschaft und versammeln sich mit einer großen Menschenmenge auf einer Wiese.

## Single

### Covergestaltung
Das Singlecover zeigt die drei damaligen Bandmitglieder McClarnon, Hamilton und Katona (von links nach rechts), die auf dem Boden sitzen und die betrachtende Person größtenteils lächelnd ansehen. Im Vordergrund befinden sich die Schriftzüge Whole Again in Weiß und Atomic Kitten in Orange-gelb. Der Hintergrund ist weiß gehalten.

### Titellisten
Single
1. Whole Again – 3:04
2. Locomotion – 3:32

Maxi
1. Whole Again – 3:04
2. Holiday – 3:13
3. Whole Again (Whirlwind Mix) – 3:05

### Chartplatzierungen
Whole Again stieg am 26. März 2001 auf Platz 60 in die deutschen Singlecharts ein und erreichte acht Wochen später die Chartspitze, an der es sich sechs Wochen halten konnte. Insgesamt hielt sich der Song 26 Wochen lang in den Top 100, davon elf Wochen in den Top 10. Darüber hinaus erreichte Whole Again ebenfalls für sechs Wochen die Chartspitze der deutschen Airplaycharts. Ebenfalls Rang eins belegte die Single im Vereinigten Königreich, in Österreich, den Niederlanden und Neuseeland, während sie unter anderem in der Schweiz, Australien, Belgien, Schweden und Dänemark die Top 10 erreichte. In den deutschen Single-Jahrescharts 2001 belegte das Lied Position sechs.
| ChartsChartplatzierungen     | Höchstplatzierung | Wochen |
| ---------------------------- | ----------------- | ------ |
| Deutschland (GfK)            | 1 (26 Wo.)        | 26     |
| Österreich (Ö3)              | 1 (30 Wo.)        | 30     |
| Schweiz (IFPI)               | 2 (34 Wo.)        | 34     |
| Vereinigtes Königreich (OCC) | 1 (30 Wo.)        | 30     |

| ChartsJahrescharts (2001)    | Platzierung |
| ---------------------------- | ----------- |
| Deutschland (GfK)            | 6           |
| Österreich (Ö3)              | 7           |
| Schweiz (IFPI)               | 16          |
| Vereinigtes Königreich (OCC) | 4           |

### Auszeichnungen für Musikverkäufe
Whole Again erhielt noch im Erscheinungsjahr in Deutschland für mehr als 500.000 Verkäufe eine Platin-Schallplatte. Im Vereinigten Königreich wurde es für über 1,2 Millionen verkaufte Einheiten 2020 mit Doppel-Platin ausgezeichnet. Die weltweit zertifizierten Verkäufe belaufen sich auf mehr als zwei Millionen.
| Land/Region                  | Auszeichnungen für Musikverkäufe (Land/Region, Auszeichnung, Verkäufe) | Verkäufe  |
| ---------------------------- | ---------------------------------------------------------------------- | --------- |
| Australien (ARIA)            | 2× Platin                                                              | 140.000   |
| Belgien (BRMA)               | Gold                                                                   | 25.000    |
| Dänemark (IFPI)              | Gold                                                                   | 45.000    |
| Deutschland (BVMI)           | Platin                                                                 | 500.000   |
| Neuseeland (RMNZ)            | 2× Platin                                                              | 20.000    |
| Niederlande (NVPI)           | Platin                                                                 | 60.000    |
| Österreich (IFPI)            | Gold                                                                   | 20.000    |
| Schweden (IFPI)              | Gold                                                                   | 15.000    |
| Schweiz (IFPI)               | Gold                                                                   | 20.000    |
| Vereinigtes Königreich (BPI) | 2× Platin                                                              | 1.200.000 |
| Insgesamt                    | 5× Gold · 8× Platin ·                                                  | 2.045.000 |

Bei der Echoverleihung 2002 wurde Whole Again in der Kategorie Erfolgreichster internationaler Song des Jahres nominiert, unterlag jedoch Enyas Only Time.

## Coverversionen (Auswahl)
2021 veröffentlichten Atomic Kitten anlässlich der Fußball-Europameisterschaft 2021 eine neue Version des Songs mit dem Titel Southgate You’re the One (Football’s Coming Home Again). Im geänderten Text geht es um die Hoffnung auf den Gewinn des EM-Titels durch die englische Nationalelf mit ihrem hierbei besungenen Trainer Gareth Southgate. Diese Version erreichte Platz 14 der britischen Charts.
Als Interval Act des Eurovision Song Contest 2023 im Rahmen des „Liverpool Songbook“ sang Daði Freyr den Song.